# 相良義陽
相良 義陽（さがら よしひ）は、戦国時代から安土桃山時代にかけての肥後の武将、戦国大名。相良氏の第18代当主。初名は頼房で、将軍・足利義輝の偏諱を受けて、義陽とした。

## 生涯

### 幼少時
天文13年（1544年）2月8日、相良晴広の嫡男として木上村上田の館で生まれた。幼名は万満丸（萬満丸）と言う。天文18年（1549年）8月、同年同日生まれの庶弟・徳千代（頼貞）を候補から除外して家督争いを避けるべきという老臣の勧めで、晴広は相良氏宗家の世子は万満丸であると公に定めた。
弘治元年（1555年）8月12日に父晴広が死去し、12歳にして家督を継承して人吉城主となった。幼少であったこともあるが、もともと父の時代にも強い影響力を持った外祖父の上村頼興が実権を引き続き握った。頼興は晴広に代って鷹峯城（八代城）に入って輔佐することになった。
同年9月26日、天草尚種が使いを送ってきて、長島鎮真が出奔して相良氏の領地となっていた長島に、尚種の弟を入れて、相良氏か長島氏を名乗らせたいと希望してきたが、万満丸はこれを拒否し、球磨の奉行と協議して、肥後守護で2年後には九州探題の地位にも就く豊後の大友義鎮に裁決を委ねることにした。結果的には天草尚種の願いが叶い、堂崎城には天草越前正（越前守）が入ることになった。
弘治2年（1556年）正月18日、阿蘇氏に外交僧を派遣して和を請うた。阿蘇氏とは菊池義武の騒乱の後から緊張状態のままで、これは上村頼興が若年の主君を奉じて戦う不利を感じて和議を進めようとしたものである。

#### 大口併合
2月9日、元服し、初名を頼房（よりふさ）と名乗り、通称を四郎太郎とした。
同年6月27日、娑婆神峠で阿蘇氏と宇土氏（名和氏）と相良氏の老臣が会合を持った。同じ月の29日、天草の栖本氏の上津浦を攻めたので、頼房は佐敷より兵を出してこれを防がせ、さらに後田浦の兵を後詰とした。
先代の晴広の頃より薩摩国大口を併合するという野望を相良氏は持っていたが、同地には西原某という勇士がいてこれを阻んでいた。弘治2年（1556年）に相良義滋の次女が菱刈重任に嫁ぎ、この結婚で頼房と重任が相婿となったことから、この機に両者は謀り、大口城主の西原に重任の妹を嫁がせて菱刈氏家臣の栗田対馬を付け、大口城奪取の機会を伺わせた。ある時、西原が病床についたのを見計らい重任は80余名の兵を城中に乱入させて放火。西原は舅の重任を恨みながら火中に没した。重任は大口城を頼房に献上し、それ以後は球磨、八代、芦北の兵1,000を交代で入れ、東弾正忠（長兄）・丸目頼美・赤池長任を交番で守らせた。
同年7月、東郷相模守が義滋の三女との婚を求めてきたので、頼房はこれを許した。伊作島津氏の島津忠良はこれを祝して大口領を割譲し、その後、三女が東郷家に嫁いでいった。
同じ頃、天草で騒乱が起こると、栖本氏、志岐氏、有馬氏の連合軍に対すべく、天草氏、上津浦氏、大矢野氏に加勢する為にこちらにも番兵を派兵している。

### 祖父の死

#### 一族の反乱
弘治3年（1557年）2月21日、上村頼興が死去したため親政を行えるようになったが、このとき、頼房の家督相続に不満を持っていた叔父・上村頼孝が、弟の上村頼堅・稲留長蔵と共に頼房に対して謀反を起こした。3人は頼房を打倒し相良領を分割支配しようとしたが、家臣団の支持は集まらなかった。
頼房は老臣と協議して、まず6月10日に豊福城主の頼堅を八代の兵で討ち、福善寺に逃げた頼堅を捕えて同月13日に斬った。頼孝は久木野城に籠ったが、頼房の包囲軍は、頼孝の援軍に来た菱刈重任も返り討ちにし、7月25日にこれを落して、頼孝は菱刈に逃亡した。薩軍の増援を得て、大畑城・上村城・岡本城を攻撃して鎮圧。頼孝・長蔵は北原氏を頼って日向飯野に逃亡した。後の永禄3年（1560年）、僧を派遣して説得した結果、7月29日に士卒700名と共に頼孝が、その後に長蔵も帰参するが、これは偽計で、ほとぼりの冷めた永禄10年（1567年）に共に攻撃されて切腹を強いられた。
同じ年、追放されて出家していた犬童伝心が帰参し、頼房により還俗を許されて、美作守の通称を与え、上村地頭（上村城主）とした。
永禄2年（1559年）、この頃に名和氏により度々八代を攻められるようになった。また5月には、頼孝らの叛乱以降に関係の悪化していた菱刈氏により水俣城が落城するが、翌年7月に天草の上津浦氏の仲介で、水俣内の屋敷との交換により取り戻した。

#### 家臣の内紛
永禄2年の5月～8月、人吉奉行の東長兄と丸目頼美の不和が家中を二分する内紛に発展した。発端は頼美の母の侍婢を巡った色恋沙汰であったが、頼房を擁立した長兄に対し、頼美は湯前城主東直政、日向椎葉の大河内城主那須武宗、小崎城主那須武晴、向山城主那須武綱らに支援を求めて、獺野原で戦って敗北。頼美は日向に逃亡して伊東義祐に仕えた。
永禄3年（1560年）11月28日、頼房は相良義滋の四女・千代菊との婚儀を八代で執り行った。翌年より頼房は遠江守を称するようになった。
永禄5年（1562年）、伊東義祐に領地を簒奪された北原氏のために島津氏と盟約し、島津貴久と北郷時久と協力して北原氏の旧領回復のために派兵した。相良軍は日向・馬関田城まで兵を抜き北原兼親を飯野城に入れることに成功、更に島津氏・北郷氏と相互扶助を約し、白鳥神社にて起請文を取り交わした。しかし、翌永禄6年（1563年）に兼親の叔父・左衛門尉が、伊東氏と相良氏を盟約させ飯野から島津氏を追い出そうと謀り、また東郷相模守の仲介を得て、同年の4月14日相良氏は伊東氏と共に島津氏の大明神城（大明司塁）を落とした。これにより島津氏との関係は悪化した。

### 島津氏との対立と降伏
永禄7年（1564年）2月11日より島津氏の侵攻が開始されるようになる。義陽は堅く城を守るよう命じていたものの、このとき大口城の城番をしていた赤池長任は逆に島津氏の領地へ兵を進めて、筈ヶ尾城（筈尾城）を攻撃し、出撃した薩摩勢を一撃してから退いている。
このとき東出羽守は外交役として菱刈にきていて対応を誤り出奔したが、後に相良氏の追手により成敗された。一方、義陽自身はこの頃、天草に於ける志岐氏・栖本氏・有馬氏の連合軍との戦いへ出陣しており、さらに名和行興の死後に起こった名和氏の内紛（内河氏の追放）に介入して豊福城を伺っていたが、このときは撤兵。
同年2月、将軍・足利義輝から従四位下・修理大夫の官位と偏諱（「義」の一字）が与えられて、「義頼」（よしより）、更に「義陽」と名乗った。このことは相良氏の大友氏からの自立志向を示すものと評価されており、周辺諸国に衝撃を与え、大友宗麟と島津義久が室町幕府に激しく抗議をしている。なお、相良氏の史料からは島津氏からの抗議の記述は確認できない。また、「義」の字そのものは先々代・義滋も与えられているため、抗議の理由は相良氏は従五位下が通例であるのに対し、従四位下へ叙任されたことが異例であった為でないかとされる。一方、そもそも相良氏は偏諱・任官できる家格ではないのに、相良義滋・晴広が大内義隆の仲介で偏諱・任官を受けたのが異例で先例にすべきではないと考えていた大友氏からの抗議は本格的で、義頼（義陽）は一部の内々の文書（菩提寺への祈願文など外部に見せない性質のもの）以外の家中及び対外的な文書に対しては旧名の「頼房」名義で出さざるを得なくなった。
その後も室町幕府に献金は行っていたようで、織田信長が中央で勢力を伸ばして足利義昭を擁立し、二条御所修築の費用を諸大名に求めた際には、相良氏の朝廷への貢租7年分に当たる費用を献じている。義頼から義陽と名乗るようになったのは、天正2年（1574年）8月15日からである。
永禄8年（1565年）、改めて出陣し、名和行直を討って、奪われていた豊福城を回復し、このとき御船で甲斐宗運と久しぶりに会盟した。
永禄10年（1567年）11月24日から25日、島津勢が菱刈氏を征伐すると、菱刈氏は10に及ぶ塁を落去し大挙して大口城へ逃れ来る。翌永禄11年（1568年）、赤池長任は菱刈勢と共に、大口城を攻めて来た島津義久・義弘・義虎らを撃退する（大口初栗の戦い）。永禄12年（1569年）5月、このときの城番であった深水頼金の諌めを無視して、（剣豪で有名な）丸目長恵・内田伝右衛門らが島津家久と交戦し、家久があらかじめ用意していた伏兵により大敗を喫した。また、伊東氏が伊東義益の急死により7月に真幸院より退去したこともあってか、相良勢は9月に大口城を開城、薩摩における領土を失い、菱刈氏も島津氏へ降伏した。これを切っ掛けに島津氏は12月28日に東郷氏、入来院氏を降伏させて薩摩統一を果たす（城の明け渡しは翌年1月）。
元亀3年（1572年）の木崎原合戦では伊東義祐と連合して島津義弘を挟み撃ちにする計画であったが、義弘の奇襲によって伊東軍が壊滅したため、慌てて引き返した。
天正3年（1575年）9月以降、織田信長の依頼を受けた前関白・近衛前久が相良氏をはじめ、島津・伊東・大友の諸氏に和解を勧め、連合して毛利輝元を討つ様に説得工作にあたった。伊東氏を滅亡寸前に追い込んでいた島津氏の反対によって工作自体は成功しなかったものの、摂関家の長たる前久の来訪は相良氏始まって以来の出来事であり、感動した義陽は前久に臣下の礼を取り、逆に前久も義陽の朝廷に対する崇敬の純粋さに感動し、島津義久に迫って一時停戦を受け入れさせたほどであったという。しかしながら、この和睦には義陽の方が返事を渋っており、義久が前久の要請に従い、起請文を提出した事でようやく実現している。これを機に義陽は内外の文書に対して「義陽」名義の文書を出すようになり、大友宗麟も島津義久に対抗する上で相良氏との関係を重視する方針に転換して、天正5年（1577年）になって義陽に対して偏諱授与の事実を承認した。
しかし、天正6年（1578年）に島津氏が大友氏を耳川の戦いで破ると、大友に与する阿蘇氏への攻撃を開始して肥後国へ進出、天正7年（1579年）になると相良領へも戦火が及び、天正9年（1581年）島津義久が大挙して水俣城を包囲すると、義陽は葦北郡の5城（水俣・湯浦・津奈木・佐敷・市野瀬）を割譲し、息子の相良忠房と相良頼房を人質として差し出し、降伏した。

### 響野原の戦い
相良氏を軍門に降した島津氏は、さらに肥後中央部への進出を図り、その途中に立ち塞がる御船城の甲斐宗運を破るため、相良義陽に先陣を命じた。阿蘇攻めの先陣を命じられた義陽は同年12月1日の早暁、軍勢800を率いて古麓城を出陣し、その途次の白木妙見社で戦勝祈願を行う。義陽は八代から阿蘇領との境にある姿婆神（鯖神）峠を越え、軍勢を割いて阿蘇方の堅志田城と甲佐城に向かわせ、義陽自身は響野原（響ヶ原）に本陣を布く。
相良勢出陣の報を得た宗運は、物見によって義陽が響野原に陣を布いたことを聞くと「それは義陽の陣とは思えぬ、彼ならば姿婆神から鬼沙川を渡らず糸石あたりに陣を布くはずだ」と言って俄に信じなかった。更に物見に確認させたところ、まさしく相良義陽であった。宗運は「自ら死地を選んだとしか思えぬ」と言って、義陽の心中を思いやったという。12月2日の未明、宗運は鉄砲隊を先手として本隊を率い、相良勢に気付かれぬよう、密かに迂回して間道を抜け粛々と響野原へ兵を進めた。決戦の日は小雨が降って霧が立ちこめていたと言い、宗運は領内から農民を動員して飯田山に旗を立てさせ、恰も軍勢が集結しているように見せ掛けておいた上で、軍勢を二手に分けて相良勢を挟撃する形で響野原に向かわせていた。
その頃、響野原に構えられた相良勢本陣は堅志田城・甲佐城を攻め落とし、戦勝気分に浸っていたが、その間に周囲の藪に伏せて布陣を終えていた甲斐勢が一斉に攻めかかった。この宗運の奇襲戦法に相良勢本陣は応戦態勢が遅れ混迷、乱戦の中で相良義陽以下300余の将兵が戦死、相良勢は総崩れとなり八代方面へ潰走した。義陽は落ち延びる事を勧める家臣の進言を退け、床几に座したまま刀を抜くことなく甲斐家家臣・緒方喜蔵によって討ち取られた。享年38（満37歳没）。
『南藤蔓綿録』によれば、この合戦の後に義陽の首実検に臨んだ宗運は涙を流して合掌し、「約定を破ったからには儚く討たれてしまったことも是非もなし。しかし相良が堅固であったからこそ阿蘇も無異で我らも永らえることができていた。義陽公亡き今は頼るべき人もなく、我らも三年ほどのうちに滅びるであろう」と、心ならずも島津の命に従わざるを得なかった義陽の立場に同情し、己の死をもって盟友に詫びていった義陽を哀悼して止まなかったという。
別説

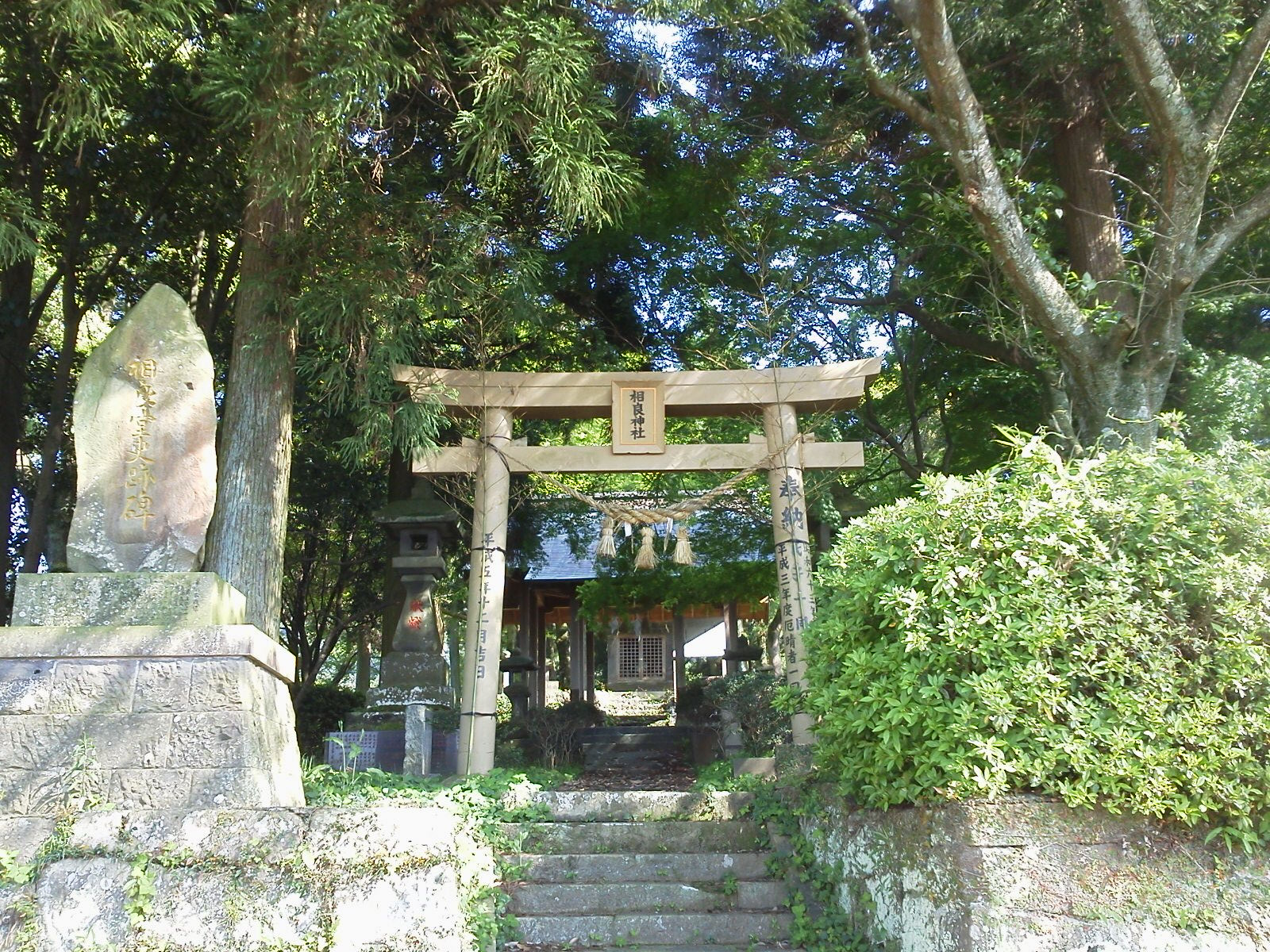
相良堂（宇城市豊野町糸石）

相良氏側の通説は上記の如くであるが、甲斐氏の史書『響之原合戦覚書』によると義陽の出兵は偽装であり、甲斐氏、阿蘇氏と謀り島津軍を引き入れ逆にこれを討つという密約があったと記されている。但し、島津氏側でもこれを疑っておりその策に乗らなかったとの記述が『九州記 巻之十二』にあるため、義陽が響野原に出陣したのは島津義久と甲斐宗運の両氏に疑われた苦悩もあったのではないかと『人吉市史』は記述している。

### 相良堂
義陽の死後、重臣の深水宗方、犬童休矣らが島津氏と交渉して嫡男の忠房を補佐し、次男の頼房は出水において島津氏の人質となった。しかし天正13年（1585年）に忠房が死去したため、頼房が相良家の家督を継いだ。相良氏は島津氏の指揮下にあって、その九州統一戦に活躍した。

墓（首塚）は鮸谷（にべがたに）に建てられたが、肥薩線開通の折に線路上に被らないよう墓は5 - 6mほど移動され、遺品も人吉に移された。また多良木永昌寺に供養塔がある。また響野原（現・宇城市豊野町糸石）の義陽が討たれた地は元々往還路で、その地が人馬に踏まれるのを危惧した犬童頼安が土手を築かせ供養碑を建立した。現在は「相良堂」として祀られている。

## 人物
- 味方の島津義弘も敵の甲斐宗運も義陽の討死の報を受け、悲嘆したとされている。特に宗運は「これで島津氏の侵攻を防げるものがいなくなった。阿蘇家も後数年の命脈であろう」と述べたとされる。
- 歌道に長じた人物で、神社の参詣の際に和歌を詠んだとする逸話が多く残る。
- 死後、主君の死を嘆いた犬童頼安が墓前に捧げたという句がある。

「思いきやともに消ゆべき露の身の　世にあり顔に見えむものとは」

## 妻子
- 正室：千代菊（天文12年3月8日（1543年4月11日）- 元和6年6月20日（1620年7月9日）) - 相良義滋の四女。出家し「台芳尼」と号する。法名は月山九花
  - 長女：虎満（永禄8年（1565年）- 天正10年8月27日（1582年9月13日）) - 法名は享山英元
  - 次女：千満（永禄10年（1567年）- 寛永7年11月3日（1630年11月26日）) - 禰寝氏に嫁ぐが、後に離縁し人吉に戻る。法名は明厳妙照
  - 三女：千代菊（元亀元年（1570年）- 元和元年7月20日（1615年9月2日）) - 実母と同名。病弱のため何処にも嫁がず。法名は栄岳秀繁
- 側室：了信尼（天文19年（1550年）- 寛永6年7月11日（1629年8月19日）) - 豊永長英の娘。「了心尼」とも。
  - 長男：相良忠房（元亀3年3月8日（1572年4月20日） - 天正13年2月15日（1585年3月16日）) - 幼名：亀千代。通称：四郎太郎。相良氏 18代当主。
  - 次男：相良頼房（天正2年5月4日（1574年5月24日） - 寛永13年6月13日（1636年7月15日）) - 幼名：長寿丸。通称：四郎次郎。相良氏 19代当主。初代人吉藩主。
  - 三男：相良長誠（天正6年4月3日（1578年5月19日） - 慶長15年6月23日（1610年8月11日）） - 幼名：藤千代。通称：佐三郎。

## 家臣
| - 赤池長任 - 犬童頼安 - 岡本頼氏 - 後醍院宗重 | - 佐牟田頼秀 - 佐牟田長堅 - 佐牟田忠興 - 東直政 | - 東長兄 - 東頼兼 - 東頼乙 - 深水頼金 | - 深水長智 - 深水頼延 - 丸目長恵 - 丸目頼美 |